# Sebastián Solé
Sebastián Solé (né le 12 juin 1991 à Rosario, dans la province de Santa Fe) est un joueur argentin de volley-ball. Il mesure 2,02 m et joue central. Il totalise 126 sélections en équipe d'Argentine.

## Clubs
| Club                   | De        | À         |
| ---------------------- | --------- | --------- |
| Club Sonder Rosario    | 2008-2009 | 2009-2010 |
| Club Ciudad de Bolívar | 2010-2011 | 2012-2013 |
| Trentino Volley        | 2013-2014 | 2016-2017 |
| Funvic                 | 2017-2018 | ...       |

## Palmarès

### Équipe nationale
- Championnat d'Amérique du Sud
  - Finaliste : 2011, 2013
- Championnat d'Amérique du Sud des moins de 21 ans (1)
  - Vainqueur : 2008
- Championnat d'Amérique du Sud des moins de 19 ans (1)
  - Vainqueur : 2008

### Club
- Championnat sud-américain des clubs (1)
  - Vainqueur : 2010
- Championnat d'Italie (1)
- Vainqueur : 2015
- Supercoupe d'Italie (1)
  - Vainqueur : 2013

### Distinctions individuelles
- Meilleur contreur du Championnat d'Amérique du Sud des moins de 21 ans 2008
- Meilleur contreur du Championnat du monde des moins de 21 ans 2009
- Meilleur contreur du Championnat d'Amérique du Sud 2011
- Meilleur contreur des Jeux panaméricains 2011
- Meilleur central du Championnat d'Amérique du Sud 2013
- Meilleur central de la Coupe du monde 2015
- Meilleur central des Qualifications pour les Jeux olympiques d'été de 2016
- Meilleur central de la Ligue des champions 2016
- Meilleur central du Championnat d'Amérique du Sud 2017